# Бренда (ураган, 1973)
Ураган Бренда (англ. Hurricane Brenda) — ураган сезона атлантических ураганов 1973 года путь которого пролегал через Каймановы острова и Мексику.
В результате воздействия урагана погибли 52 человека и свыше 2000 потеряли кров в мексиканском штате Кампече. Ураган вызвал наводнение, которое было признано худшим за 25 лет. Несмотря на тяжесть последствий вызванных ураганом имя Бренда не было исключено из списка ураганов и в дальнейшем.
Путь урагана Бренда пролегал так, что на мексиканское побережье он выходил дважды: первый раз на северо-восточной оконечности полуострова Юкатан, а затем в Кампече.
Зарождение урагана произошло из тропической волны у западного побережья Африки 9 августа. К 13 августа, пройдя через Малые Антильские острова и разрядившись дождями и грозовой активностью циклон начал терять силу. Однако несколько дней спустя вновь начал набирать силу и к 18 августа был объявлен тропическим циклоном. На следующий день циклон перерос в шторм, от судов находившихся в непосредственной близости от шторма поступили доклады об ураганном ветре. В тот момент когда Бренда достиг береговой линии давление в центре циклона упало до 992 мбар, скорость ветра достигла 105 км/ч. На побережье Юкатана ураган вступил примерно в 48 км к северу от острова Косумель 19 августа.